# Vasaloppet 1940
Vasaloppet 1940 var det 17:e loppet i ordningen som kördes söndag 25 februari 1940. Arthur Häggblad segrade för fjärde gången på en tid av 6:23:57.

## Loppet
Loppet var nära att ställas in på grund av kriget, men ett upprop i Dalapressen gjorde att loppet ändå arrangerades. Överskottet skänktes till Finlandshjälpen och till svenska soldater vid landets gränser.
IFK Umeå Arthur Häggblad vann loppet för fjärde gången. Han ryckte i Oxberg och defilerade i mål inför en hänförd publik där han bekransades av kranskullan Kerstin Cassel.

## Resultat
| Plac | Namn              | Klubb            | Mål     |
| ---- | ----------------- | ---------------- | ------- |
| 1    | Arthur Häggblad   | Ifk Umeå         | 6:23:57 |
| 2    | Gösta Jakobsson   | Ifk Umeå         | 6:26:45 |
| 3    | Axel Bergström    | Ik Sport, Hofors | 6:28:34 |
| 4    | Lars Stenberg     | Bollnäs G & If   | 6:28:58 |
| 5    | Herbert Södergren | Hofors Aif       | 6:33:43 |
| 6    | Sven Östlund      | Långshyttans Aik | 6:34:56 |
| 7    | Karl Backlund     | Ik Jarl, Rättvik | 6:35:3  |
| 8    | Herbert Nenzén    | Ik Sport, Hofors | 6:38:33 |
| 9    | Arvid Olsson      | Hofors Aif       | 6:38:48 |
| 10   | Göte Andersson    | S & Ik Hellas    | 6:41:48 |